# Олимпийский комитет Армении
Национа́льный Олимпи́йский комите́т Республики Арме́нии (НОКРА) (арм. Հայաստանի Ազգային Օլիմպիական Կոմիտե) — организация, представляющая Армению в международном олимпийском движении. Основан в 1990 году; зарегистрирован в МОК в 1993 году.
Штаб-квартира расположена в Ереване. Является членом МОК, ЕОК и других международных спортивных организаций. Осуществляет деятельность по развитию спорта в Армении.

## История
Олимпийский комитет Армении был основан в 1990 году. Комитет стал членом Международного олимпийского комитета в 1993 году, а затем стал членом Европейских олимпийских комитетов, среди других международных спортивных организаций

## Список президентов
| Президент        | Срок       |
| ---------------- | ---------- |
| Рубен Акобян     | 1990-1993  |
| Рубен Торосян    | 1993-1994  |
| Алексан Аветисян | 1994-1999  |
| Бенур Пашаян     | 1999-2000  |
| Ишхан Закарян    | 2000-2005  |
| Гагик Царукян    | 2005-н. в. |

## Исполнительный комитет
Комитет НОКРА представляют:
- Президент: Гагик Царукян
- Генеральный секретарь: Грачья Ростомян
- Вице-президенты: Ваграм Аракелян[вд], Огсен Мирзоян, Дереник Габриелян[вд]
- Участники: Ишхан Закарян, Харутюн Кушкян, Самвел Хачатрян, Вардеван Григорян, Рипсиме Хуршудян, Левон Джулфалакян, Исраел Милитосян, Акоб Паносян, Альберт Азарян

## Федерации-участницы
Армянские национальные спортивные федерации координируют все аспекты в своих индивидуальных видах спорта. Они отвечают за обучение, соревнование и развитие в своих видах спорта.

### Федерации Олимпийских видов спорта
| Национальная федерация                   | Время года | Штабквартира |
| ---------------------------------------- | ---------- | ------------ |
| Федерация Армении по стрельбе из лука    | Лето       | Ереван       |
| Армянская легкоатлетическая федерация    | Лето       | Ереван       |
| Федерация бадминтона Армении             | Лето       | Ереван       |
| Федерация бейсбола Армении               | Лето       | Ереван       |
| Федерация баскетбола Армении             | Лето       | Ереван       |
| Федерация биатлона Армении               | Зима       | Гюмри        |
| Федерация бокса Армении                  | Лето       | Ереван       |
| Федерация гребли и каноэ Армении         | Лето       | Ереван       |
| Федерация велоспорта Армении             | Лето       | Ереван       |
| Федерация танцевального спорта Армении   | Лето       | Ереван       |
| Федерация дайвинга Армении               | Лето       | Ереван       |
| Федерация конного спорта Армении         | Лето       | Ереван       |
| Федерация фехтования Армении             | Лето       | Ереван       |
| Федерация фигурного катания Армении      | Зима       | Ереван       |
| Федерация футбола Армении                | Лето       | Ереван       |
| ָФедерация гимнастики Армении             | Лето       | Ереван       |
| Федерация гандбола Армении               | Лето       | Ереван       |
| Федерация дзюдо Армении                  | Лето       | Ереван       |
| Федерация карате Армении                 | Лето       | Ереван       |
| Федерация корфбола Армении               | Лето       | Ереван       |
| Федерация современного пятиборья Армении | Лето       | Ереван       |
| Армянская федерация альпинизма и походов | Зима       | Ереван       |
| Федерация регби Армении                  | Лето       | Ереван       |
| Армянская федерация парусного спорта     | Лето       | Ереван       |
| Армянская федерация стрельбы             | Лето       | Ереван       |
| Армянская федерация лыжного спорта       | Зима       | Ереван       |
| Федерация сквоша Армении                 | Лето       | Ереван       |
| Федерация плавания Армении               | Лето       | Ереван       |
| Федерация синхронного плавания Армении   | Лето       | Ереван       |
| Федерация настольного тенниса Армении    | Лето       | Ереван       |
| Федерация тхеквондо Армении              | Лето       | Ереван       |
| Федерация большого тенниса Армении       | Лето       | Ереван       |
| Федерация триатлона Армении              | Лето       | Ереван       |
| Федерация волейбола Армении              | Лето       | Ереван       |
| Федерация водного поло Армении           | Лето       | Ереван       |
| Федерация тяжёлой атлетики Армении       | Лето       | Ереван       |
| Федерация рестлинга Армении              | Лето       | Ереван       |
| Федерация традиционных видов ушу Армении | Лето       | Ереван       |

### Федерации неолимпийских видов спорта
| Название                                | Штабквартира |
| --------------------------------------- | ------------ |
| Автомобильная федерация Армении         | Ереван       |
| Армянская федерация кэндо               | Ереван       |
| Армянская федерация самбо               | Ереван       |
| Федерация армрестлинга Армении          | Ереван       |
| Федерация бильярда Армении              | Ереван       |
| Федерация бодибилдинга Армении          | Ереван       |
| Федерация грэпплинга Армении            | Ереван       |
| Федерация дартса Армении                | Ереван       |
| Федерация киокушин карате Армении       | Ереван       |
| Федерация киберспорта Армении           | Ереван       |
| Федерация кикера Армении                | Ереван       |
| Федерация мас-рестлинга Армении         | Ереван       |
| Федерация пауэрлифтинга Армении         | Ереван       |
| Федерация практической стрельбы Армении | Ереван       |
| Федерация сётокан карате Армении        | Ереван       |
| Федерация скейтбординга Армении         | Ереван       |
| Федерация текбола Армении               | Ереван       |
| Федерация флорбола Армении              | Ванадзор     |
| Федерация шашек Армении                 | Ереван       |

## Спортивный комплекс «Олимпаван»
Олимпаван – официальный тренировочный центр Олимпийского комитета Армении, расположенный в ереванском районе Давташен. После двухлетнего строительства, продолжавшегося с 2013 по 2015 год, «Олимпаван» был официально открыт 29 сентября 2015 года по случаю 25-летия Олимпийского комитета Армении. На церемонии присутствовали тогдашний премьер-министр Овик Абраамян, бизнесмен Самвел Карапетян, шейх Ахмед аль-Фагад аль-Ахмед ас-Сабах, Гагик Царукян, а также делегаты 25 Национальных олимпийских комитетов других стран. Комплекс занимает площадь 10 000 м2 и состоит из пяти зданий.
Президент Международного олимпийского комитета Томас Бах посетил центр на заключительных этапах строительства в 2014 году.